# Daniel Amalm
Daniel Edvard Amalm es un actor y músico australiano, conocido por haber interpretado a Jack Wilson en la serie Home and Away y a Jordan Zwitkowski en Rescue Special Ops.

## Biografía
Es hijo de madre maltesa y padre sueco, tiene un hermano llamado Jacob Amalm, (quien tiene una banda llamada "OP25").
Desde muy pequeño comenzó a tocar la guitarra y junto a su hermano sus primeras actuaciones fueron en el centro comercial Brisbane Queensland's Queen Street Mall, en donde fueron descubiertos por el administrador de conciertos George Benson, quien los invitó a trabajar con él. Poco después Daniel ganó una beca para estudiar guitarra en el Conservatorio de Música de Queensland y tomó clases de quitarra clásica con Julian Byzantine.
En el 2008 comenzó a salir con Jessica Hearn, pero la relación terminó.

## Carrera
En 1994 se unió al elenco principal de la exitosa serie australiana Home and Away, donde interpretó a Jack Wilson, hasta 1996. Jack era el hijo adoptivo de Michal y Pippa Ross quien con frecuencia se metía en problemas, sin embargo después de la muerte de Michael, decidió irse de Summer Bay para unirse a la marina. Posteriormente regresó como invitado en el 2000 para la boda de Kieran y Sally Fletcher, la cual no se realizó. Por su actuación Daniel fue nominado a un premio logie en la categoría de mejor nuevo actor masculino.
En el 2006 apareció como invitado en la aclamada serie australiana All Saints, en donde interpretó a Moe Atsidakos.
En el 2008 interpretó al asesino Dino Dibra en la primera temporada de la serie criminal Underbelly. Ese mismo año apareció en la película Two Fists One Heart, en donde interpretó al boxeador Anthony Argo. Para la película Daniel también participó en la canción Like No Other, la cual fue escrita por él y su hermano Jacob.
En el 2009 se unió al elenco principal de la serie Rescue Special Ops, donde interpretó al oficial de la unidad de rescate y paramédico Jordan Zwitkowski, hasta el final de la serie el 5 de septiembre de 2011.

## Filmografía
Series de televisión
| Año               | Título             | Personaje         | Notas                       |
| ----------------- | ------------------ | ----------------- | --------------------------- |
| 2009 - 2011       | Rescue Special Ops | Jordan Zwitkowski | 48 episodios                |
| 2008              | Underbelly         | Dino Dibra        | 3 episodios                 |
| 2006              | Tripping Over      | Brad              | episodio # 1.4              |
| 2006              | All Saints         | Moe Atsidakos     | episodio "Drawing the Line" |
| 2001              | Cybergirl          | Marco             | episodio # 1.10             |
| 1994 - 1996, 2000 | Home and Away      | Jack Wilson       | 165 episodios               |

Películas
| Año  | Título                             | Personaje    | Notas                                                  |
| ---- | ---------------------------------- | ------------ | ------------------------------------------------------ |
| 2009 | Cedar Boys                         | Vince Cassar | junto a Bren Foster, Rachael Taylor y Martin Henderson |
| 2008 | Two Fists, One Heart               | Anthony Argo | junto a Jessica Marais y Ennio Fantastichini           |
| 2006 | Moyuru Toki: The Excellent Company | Mexicano     | -                                                      |
| 1996 | Whipping Boy                       | Youth # 1    | junto a Nash Edgerton                                  |

Presentador
| Año         | Programa      | Notas                                                  |
| ----------- | ------------- | ------------------------------------------------------ |
| 2009 - 2010 | The Contender | 11 episodios - co-presentador junto a Charlotte Dawson |

## Premios y nominaciones
| Año  | Categoría                    | Premio      | Serie         | Resultado |
| ---- | ---------------------------- | ----------- | ------------- | --------- |
| 1994 | Most Popular New Male Talent | Logie Award | Home and Away | Nominado  |